# Junta dels Tretze
La Junta dels Tretze fou un comité executiu integrat per tretze síndics durant la Revolta de les Germanies del 1520 al 1521 a la ciutat de València. El seu objectiu a curt termini fou agafar el control de la corporació municipal de la ciutat. La Junta dels Tretze estigué dissenyada a imitació de la de Venècia, i també de Jesucrist i els seus apòstols.
En una primera fase de la revolta, la Junta dels Tretze tingué la funció d'impulsar i dirigir la revolta. Com a objectius primers, instaurar un sistema en el qual estigués prohibit el treball lliure no controlat pels gremis, i adoptar més poder local a la ciutat de València; la revolta tenia únicament un caràcter de lluita política local.
Amb la mort de Joan Llorenç, el 1520, la Junta fou controlada per altres grups més radicals, liderats pel velluter Vicent Peris, i la lluita començà a traspassar els límits polítics cap a una lluita de classes generalitzades en tot el regne. Aquest fet provocà una sèrie de contradiccions internes que feu perdre força a la revolució. Però, a curt termini, s'impulsà la creació d'altres juntes dels tretze a altres ciutats i viles del Regne de València, sempre controlades per la de la ciutat de València.
Mentre que la burgesia valenciana buscava una eixida negociada, els caps militars defensaven la revolució en els camps de batalla. Per aquest motiu, la Junta dels Tretze dimití tan sols una setmana després de la batalla de Gandia, en la qual els agermanats obtingueren una important victòria militar sobre les tropes reials.